# Битва при Шёнфельде
Битва при Шёнфельде (пол. Szarża pod Borujskiem) — сражение Второй мировой войны, произошедшее 1 марта 1945 года и ставшее местом последнего штурма в истории польской кавалерии и последнего подтвержденного успешного штурма в мировой истории, в результате которого польские войска заняли немецкие оборонительные позиции и вынудили немецкие войска уйти из города Шёнфельд.
В феврале 1945 года 1-я армия Польской народной армии обходила Померанию с юга, тогда как советские войска продвигались вдоль побережья Балтийского моря к Штеттину.
В конце февраля 1945 года в селе Боруйск (ныне Женьско), тогда немецком Шёнфельде, находились немецкие оборонительные позиции, которые занимали опытные подразделения 5-й баварской лёгкой дивизии, которые были сменены 307-м и 324-м гренадерскими полками 163-й пехотной дивизии под командованием генерала Карла Рюбеля. 
28 февраля 1945 года, за день до наступления, 1-я Варшавская отдельная кавалерийская бригада 1-й польской армии Войска Польского заняла назначенный район в лесу, расположенном в 5 км к востоку от Боруйско, и примерно в 5 км к северо-востоку от Мирославца. Бригада располагалась во втором эшелоне, на стыке 4-й и 2-й пехотных дивизий Войска Польского. Из состава бригады была сформирована боевая группа под командованием майора Валериана Богдановича в составе двух эскадронов кавалерии, усиленных крупнокалиберными пулеметами, четырьмя 76-мм орудиями и двадцатью танками Т-34/85 из 1-й бронетанковой бригады имени Героев Вестерплатте. Задачей боевой группы было участие в прорыве немецкой обороны в Боруйско. 
1 марта в 8.30 началась артиллерийская и авиационная подготовка наступления. Артогонь вёлся по укреплениям, занятым частями 163-й пехотной дивизии немцев. Около 9 часов утра подразделения 1-й пехотной дивизии, 2-й пехотной дивизии и 14-й полк 6-й пехотной дивизии Войска Польского начали наступление. Польские войска, преодолевая болотистую труднопроходимую местность и сильное сопротивление противника, медленно продвигались вперед. Немецкая пехота, укрепившись в дотах и противотанковых рвах, прикрытых минными полями, вела точный и эффективный огонь из пулеметов, противотанковые орудия вели огонь из Шёнфельда (Боруйск). Оборону немцам облегчала открытая местность, наличие занятых ими возвышающихся над уровнем местности холмов, окруженных болотистой, влажной местностью, и возвышающийся над всей местностью занятый ими холм. Немцами продвижение 2-й пехотной дивизии была остановлено, сорвано наступление 6-го пехотного полка на Жабин, расположенный недалеко к северу от Шёнфельда (Боруйск). 5-й пехотный полк и 2-й танковый батальон также не выполнили задачу. 
Командующий 1-й польской армией генерал Станислав Поплавский для быстрейшего прорыва обороны противника и открытия пути всей армии, вновь отдал приказ о возобновлении атаки. Командир 2-й стрелковой дивизии ввёл в бой 4-й стрелковый полк и 1-й танковый батальон, батарею 13-го танкового артиллерийского полка и мотострелковый батальон 1-й танковой бригады им. Героев Вестерплатте, как танковый десант. После короткой артиллерийской подготовки около 16:00 началась новая атака. Однако немцы продолжали оказывать решительное сопротивление. Танки и пехота продвигались очень медленно, неся большие потери. Атака была отбита. 
Командир боевой группы решил послать в атаку кавалерийскую группу численностью около 220 человек под командованием поручника Збигнева Старака. В состав группы входили два эскадрона 3-го уланского полка 1-й кавалерийской бригады и 2-я батарея 4-го конно-артиллерийского дивизиона. Кавалеристы оврагом скрытно вышли в район, занятый польскими танками, прошли через их боевые порядки и внезапно атаковали застигнутое врасплох выдвинутое вперед боевое охранение немцев, большинство которого погибло. Затем они атаковали оборону немцев в селе танками и пехотой. После ожесточенного сабельного и рукопашного боя с немцами в конном и пешем строю Боруйско был взят с минимальными потерями. В ходе боя из числа кавалеристов погибло 7 улан, 10 получили ранения. При этом 2-я пехотная дивизия Войска Польского понесла гораздо большие потери: 124 убитых и 254 раненых, а 1-я бронетанковая бригада — 16 убитых и 30 раненых. Немцы потеряли более 500 человек убитыми и 50 человек пленными.
1-я отдельная Варшавская кавалерийская бригада формировалась с марта по май 1944 года в Тростянце, юго-восточнее Сум (Украинская ССР). Приказом № 38 от 8 мая 1944 года включена в состав 1-й Польской армии в СССР. С 6 августа 1944 года и до конца Второй мировой войны действовала в составе 1-й Польской армии. После атаки под Боруйско бригада приняла участие в боях за Грыфице, провела торжественную церемонию бракосочетания Польши с морем в Мжежино. В апреле 1945 года занимала оборонительные позиции вдоль берегов реки Дзивна и Щецинского залива. Переправившись через Одер, начала бои в Бранденбурге, приближаясь к северным окраинам Берлина. В первых числах мая кавалеристы двинулись в район Эльбы, закончив свой боевой путь в районе Вандлица.
Атака при Боруйске считалась последней боевой атакой в истории польской кавалерии. На месте битвы установлен монумент – валун с надписью, увековечивающий это событие.

## Комментарии
1. ↑  Источник www.historycy.org Архивная копия от 11 января 2022 на Wayback Machine указывает на утверждение польского автора Цезара Леженьского, что 21 апреля 1945 года в Хекельберге и Грунтале было произведено больше кавалерийские заряды.
2. ↑  В настоящее время известен как Żeńsko, ранее известен как Borujsko на польском.